# 가톨릭 나가사키 대교구
가톨릭 나가사키 대교구(일본어: カトリック長崎大司教区, 라틴어: Archidioecesis Nagasakiensis)는 일본 나가사키 관구의 중심 교구이다

## 역사
- 1866년, 베르나르-타데 프티 장 주교가 남일본대목구장에 임명된 것과 동시에 창설되어 파리 외국 선교회에 맡겨졌다. 오우라 성당을 건립하였다.
- 1876년, 일본대목구는 남북으로 나뉘어 나가시키 교구는 남일본대목구가 되어 규슈, 시코쿠, 중국, 킨키 지방을 관할했다.
- 1888년 중일본대목구가 신설되면서 시코쿠, 주고쿠, 긴키 지방이 분리되었다.
- 1891년 6월 15일, 규슈 전역을 관할하는 교구로 승격되었다.
- 1927년 7월 16일, 파리 외국 선교회의 관리를 떠나 일본인 교구가 되어, 규슈 지방에서 나가사키현외의 지역을 후쿠오카 교구, 가고시마 대목구로 분리하였다. 초대 일본인 나가사키 교구장에 하야사카 신부가 임명되어, 일본인 중 처음으로 주교에게 서품 되었다.
- 1937년, 하야사카 주교가 교구장을 사임하여, 야마구치 아이치로 신부가 후임으로 임명되어, 주교에 서품되었다.
- 1959년 5월 4일, 대교구로 승격, 야마구치 주교는 초대 나가사키 관구장 대주교로 임명되었다.
- 1968년 12월 19일, 고령으로 사임한 야마구치 대주교의 후임으로, 가고시마 교구의 사토와카 아사지로 주교가 임명되어 다음 해 3월 16일 착좌했다.
- 1977년 11월 10일 미쓰나가 신부가 보좌 주교에게 임명되어 다음 해 2월 5일 서품되었다.
  - 1991년 1월 5일, 마쓰나가 주교는 후쿠오카 교구 주교로서 착좌하였다.
- 1979년 6월 30일 사토와키 대주교는 세 번째로 일본인 추기경에 서임되었다.
- 1990년 2월 8일, 사토와키 대주교가 교구장을 사임해, 우라와 교구의 시마모토 주교가 후임으로 임명되어 동년 5월 8일 착좌하였다.
- 2002년 1월 23일, 쉴피스회의 다카미 산메이 신부가 나가사키의 보좌 주교에게 임명되어 동년 4월 29일, 주교에 서품되었다.
- 2002년 8월 30일, 시마모토 대주교는 성지순례 여행중에 얻은병으로 8월 31일 선종하였다.
- 2003년 10월 4일, 교황 요한 바오로 2세는 보좌 주교인 다카미 미쓰아키를 후임 대주교에 임명하였으며, 12월 14일에 타카미 주교는 나가사키 대교구장에 착좌하였다.

## 역대 대목구장
- 1대 베르나르-타데 프티장(Bernard-Thadée Petitjean)주교 (1876.05.22 – 1884.10.07)
미리오피토스(Myriophytos)의 명의주교
- 2대 쥘-알퐁스 쿠생(Jules-Alphonse Cousin)주교 (1885.06.16 – 1891.06.15)
아크모니아(Acmonia)의 명의주교

## 역대 교구장
- 1대 쥘-알퐁스 쿠생 주교(Jules-Alphonse Cousin) (1891.06.15 – 1911.09.18)
- 2대 장-클로드 콤바즈 주교(Jean-Claude Combaz) (1912.06.03 – 1926.08.18)
- 3대 하야사카 규노스케(야누아리오, 早坂久之助)대주교 (1927.07.16– 1959.05.14)
- 4대 야마구치 아이지로(바오로, 山口愛次郎)대주교 (1959.05.14 – 1968.12.19)
- 5대 사토와키 아사지로(요셉, 里脇浅次郎)대주교 (1968.12.19 – 1990.02.08)
사제급추기경 (1979.06.30 – 1996.08.08)
- 6대 시마모토 가나메(프란치스코 하비에르, 島本要)대주교 (1990.02.08 – 2002.08.31)
- 7대 타카미 미쓰아키(요셉,高見三明)대주교 (2003.10.17 ~2021,12,28)
- 8대 나카무라 미치야키(베드로,中村倫明)대주교(2021,12,28 ~ )

## 관할 구역
- 나가사키현 전체

## 같이 보기
- 일본의 로마 가톨릭교회